# Конрад I фон Волденберг
Конрад I фон Волденберг-Вердер (на немски: Konrad I Graf von Woldenberg und von Werder; * пр. 1264; † между 29 юни 1331 и 7 юни 1338) от фамилията фон Волденберг, е граф на Вердер (Вердер де Инсула на река Нете, част от Бокенхем) в Долна Саксония и господар на Гандерсхайм.

## Произход
Той е петият син на граф Херман II фон Волденберг († 1271/1272) и съпругата му Хедвиг фон Вернигероде († сл. 1264), внучка на граф Албрехт III фон Вернигероде († сл. 1214/1224) и съпругата му фон Кверфурт. Майка му Хедвиг е дъщеря на граф Гебхард I фон Вернигероде в Дерлингау и Нордтюринггау († 1270) и Луитгард († сл. 1259); или дъщеря на брата на Гебхард I, на граф Конрад I фон Вернигероде в Амбергау, шериф на Дрюбек († сл. 1253) и Хадевиг († 1252). Внук е на граф Хайнрих I фон Волденберг († 1251) и съпругата му София фон Хаген († 1261).
Роднина е на Буркард I фон Волденберг († 1235), архиепископ на Магдебург (1232 – 1235), на Хайнрих фон Волденберг († 1318), епископ на Хилдесхайм (1310 – 1318), Ото II фон Волденберг († 1331), епископ на Хилдесхайм (1319 – 1331), Херман фон Бланкенбург († 1303), епископ на Халберщат (1296 – 1303), и Бурхард II фон Бланкенбург († 1305), архиепископ на Магдебург (1296 – 1305).
Братята му са граф Йохан II фон Волденберг († 1331), Лудолф IV фон Волденберг († 1286), Хайнрих фон Волденберг († сл. 1275), домхер в Хилдесхайм (1264 – 1275), архдякон в Борзум (1270), Буркхард фон Волденберг († сл. 1264) и Хойер III фон Волденберг († 1327/1331).

## Фамилия
Конрад I фон Волденберг се жени за Хилдебург фон Залдерн († сл. 1276), дъщеря на Йохан IV фон Залдерн, маршал на Брауншвайг († сл. 1282) и Аделхайд фон Валмоден. Те имат 9 деца:
- Лудолф VII фон Волденберг († сл. 1307)
- Йоханес III фон Волденберг († сл. 1311)
- Хайнрих VIII фон Волденберг († сл. 11 март 1349), женен за Рикса фон Хаймбург († сл. 10 юли 1340); имат 11 деца
- Хедвиг фон Волденберг († сл. 1314)
- Беатрикс фон Волденберг († сл. 1314)
- София фон Волденберг († сл. 1314)
- Конрад III фон Волденберг († 30 април сл. 1333)
- Бурхард фон Волденберг (* пр. 1305)
- Ида фон Волденберг (* пр. 1305)